# Roque Cordero
Roque Cordero (16 de agosto de 1917 – 27 de diciembre de 2008) fue un compositor panameño.

## Biografía
Nacido en la Ciudad de Panamá, estudió composición con Ernst Krenek y dirección de orquesta con Dimitri Mitropoulos, Stanley Chapple y Léon Barzin antes de convertirse en director del Instituto de Música y director artístico y director de la Sinfónica Nacional de su país natal. Posteriormente fue subdirector del Centro Latinoamericano de Música (LAMúsiCa), profesor de composición en la Universidad de Indiana, y, desde 1972, profesor emérito distinguido de la Universidad Estatal de Illinois. Entre sus alumnos se encontraba la compositora panameña Marina Saiz-Salazar. Sus obras han sido ampliamente interpretadas en América Latina, Estados Unidos y Europa, recibiendo premios internacionales por su Primera Sinfonía (Mención de Honor, Detroit, 1947), Rapsodia Campesina (Primer Premio, Panamá, 1953), Segunda Sinfonía (Premio Caro de Boesi)., Caracas, Venezuela, 1957), Concierto para violín (Premio Internacional de Grabación Koussevitzky 1974) y Tercer Cuarteto de Cuerda (Premio de Música de Cámara, San José, Costa Rica, 1977). Varias de sus composiciones han sido grabadas por la Orquesta Sinfónica de Detroit, la Orquesta de Louisville, la Sinfonietta de Chicago (Ocho Miniaturas para Pequeña Orquesta, Paul Freeman, director, Cedille Records) y varios grupos de música de cámara y solistas. Ha aparecido como director invitado en Argentina, Brasil, Chile, Colombia, El Salvador, Guatemala, Panamá y Estados Unidos. Su "Sonata breve" para piano solo, compuesta en 1966, está publicada por CF Peters. Su Segunda Sinfonía fue interpretada por la Filarmónica de Seattle en abril de 2008. En 2020, Albany Records publicó sus obras completas para piano solo. Fueron grabados por el Dr. Tuyen Tonnu, profesor asociado de piano de la Universidad Estatal de Illinois. Después de jubilarse pasó los últimos ocho años de su vida viviendo con su familia en Dayton, Ohio, donde murió a los 91 años.

## Trabajos Seleccionados

### Orquestal
- Adagio Trágico, Orquesta de Cuerdas
- Capricho Interiorano: Suite de Ballet Folclórico Panameño
- Ocho miniaturas para pequeña orquesta
- Concierto para violín y orquesta
- Segunda sinfonía en un movimiento

### Música de cámara
- Dodecaconcerto
- Two Short Pieces
- Funeral Message
- Paz, Paix, Peace, Harp and Ensemble
- Permutations 7
- Quintet
- Soliloquies No. 1
- Soliloquies No. 2
- Soliloquies No. 3
- Sonata
- Sonatina
- String Quartet No. 1
- String Quartet No. 2
- Three Brief Messages, Viola and Piano
- Variations and Theme for Five, Woodwind Quintet

### Piano
- Five Piano Miniatures
- Dúo 1954, Two Pianos
- Five New Preludes for Piano
- Piano Miniature
- Nine Preludes
- Nostalgia
- Prelude to the Empty Cradle
- Three Poetic Meditations
- Three Little Pieces for Alina
- Short Sonata
- Sonata for Piano
- Rhythmic Sonatina
- Variations for the Second Miniature

### Coral
- Cantata para la Paz
- Dos Pequeñas Piezas Corales

### Vocal
- Música Veinte, Solistas Vocales y Ensamble